# Joaquín María Barraquer y Rovira
Joaquín María Barraquer y Rovira ( Sant Feliu de Guíxols, 8 de diciembre de 1834 - 4 de marzo de 1906 ) fue un militar e ingeniero geógrafo catalán.

## Biografía
Hijo del general Joaquim Barraquer i Llauder y hermano del también general Carles Barraquer i Rovira . En 1848 ingresó en la Academia de Artillería de Segovia. Desde 1858 trabajó para el Instituto Geográfico Nacional de España como miembro de la Comisión Geodésica del Mapa Topográfico de España y participó en el levantamiento de la red geodésica española, principalmente en Extremadura y Madrid. Hizo varios viajes a Francia y Suiza, y desde 1880 fue miembro de la Asociación Internacional de Geodesia. 
Académico de la Real Academia de Ciencias Exactas, Físicas y Naturales (1878). En 1881 pronunció su discurso de ingreso Aplicación e importancia del péndulo en la investigación de la figura de la Tierra.